# فرقة المشاة 290 (فيرماخت)
 كانت فرقة المشاة 290 فرقة مشاة ألمانية في الحرب العالمية الثانية. تم تشكيلها في منطقة مونستر للتدريب واستسلمت للقوات السوفيتية في كورلاند. 

## التاريخ

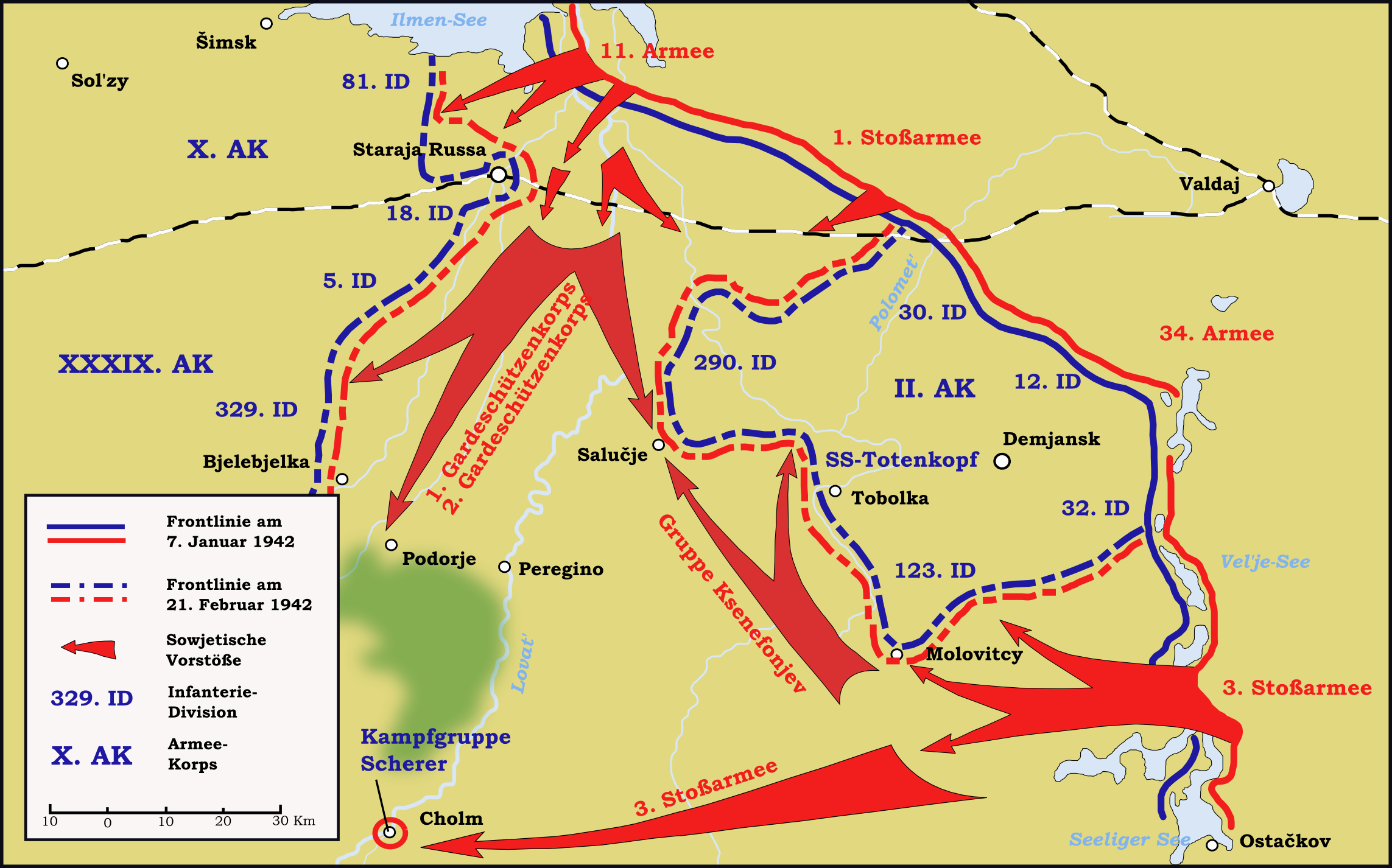
هجوم للجيش الأحمر جنوب بحيرة إيلمن من 7 يناير إلى 21 فبراير 1942.

في شتاء عام 1941، حُشرت الفرقة في جيب ديميانسك إلى جانب فرق المشاة 12 و30 و32 و123 وفرقة بانزر إس إس توتنكوبف الثالثة، وكذلك RAD ، والشرطة ومنظمة تود وغيرها من الوحدات المساعدة، بما مجموعه من حوالي 90،000 جندي ألماني وحوالي 10،000 من المعاونيين. وكان قائدهم الجنرال دير إينفانتري والتر غراف فون بروكدورف-آيلفيلد، قائد أرميكوربس الثاني (فيلق الجيش الثاني). 